# زردپیاله
زردپیاله (نام علمی: Platystemon) نام یک سرده از زیرخانواده پاپاوروئیده است.